# Julian Weigl
Julian Weigl (ur. 8 września 1995 w Bad Aibling) – niemiecki piłkarz występujący na pozycji pomocnika w niemieckim klubie Borussia Mönchengladbach oraz w reprezentacji Niemiec. Uczestnik Mistrzostw Europy 2016.

## Kariera klubowa
Julian Weigl swoją karierę zaczynał w młodzieżowych drużynach SV Ostermünchen, TSV 1860 Rosenheim i TSV 1860 Monachium. W sezonie 2013/2014 był zawodnikiem rezerw tego ostatniego. Sezon później został włączony do pierwszej drużyny TSV 1860 Monachium, w którym rozegrał trzydzieści osiem spotkań w 2. Bundeslidze. Przed sezonem 2015/2016 podpisał czteroletni kontrakt z Borussią Dortmund, a w Bundeslidze zadebiutował 15 sierpnia w wygranym 4:0 meczu z Borussią Mönchengladbach, w którym wyszedł w podstawowej jedenastce.
31 grudnia 2019, SL Benfica za pośrednictwem oficjalnej strony internetowej ogłosiła umowę, w której to Julian Weigl przeszedł do portugalskiego zespołu za kwotę 20 milionów euro. Nowa umowa pomiędzy piłkarzem, a zespołem SL Benfica jest zawarta do 30 czerwca 2024. 2 stycznia 2020, piłkarz odbył w nowym zespole szereg testów medycznych, a także odbyła się oficjalna prezentacja zawodnika w nowych barwach.

## Kariera reprezentacyjna
Weigl ma na swoim koncie także występy w młodzieżowych reprezentacjach swojego kraju. 29 maja 2016 zadebiutował w seniorskiej reprezentacji w przegranym 1:3 towarzyskim meczu ze Słowacją, a dwa dni później znalazł się w 23-osobowej kadrze Niemiec na Euro 2016.